# Wodorosiarczyn sodu
Wodorosiarczyn sodu (nazwa Stocka: wodorosiarczan(IV) sodu), NaHSO
3 – nieorganiczny związek chemiczny, wodorosól sodowa kwasu siarkawego. Jest niepalny, a pożary w obecności wodorosiarczynu sodu można gasić wszelkimi środkami gaśniczymi.
Bezbarwna sól ulegająca utlenieniu na powietrzu do siarczanu sodu. Wodorosiarczyn sodu jest dobrze rozpuszczalny w wodzie i nierozpuszczalny w alkoholu. W obecności mocnego kwasu tworzy kwas siarkawy, który działa jako środek konserwujący. Wodorosiarczyn sodu jest stosowany jako konserwant (symbol E222) w przecierach owocowych i warzywnych, sokach owocowych, dżemach, galaretkach, suszonych owocach, żelatynie, cukrze, winie, piwie, chrzanie, musztardzie itp.
Wodorosiarczyn sodu jest umiarkowanie szkodliwy dla zdrowia. Ogrzewany rozkłada się z wydzieleniem szkodliwego dwutlenku siarki (SO2). Wdychany powoduje podrażnienie dróg oddechowych, kaszel i duszności. W przypadku spożycia powoduje pieczenie przełyku i ust. Może obniżyć zawartość witamin w produktach na skutek utlenienia. Jest on rozkładany w wątrobie do nieszkodliwych siarczanów i wydalany wraz z moczem.